# Румянцев, Николай Фёдорович
Никола́й Фёдорович Румя́нцев (1839—1912) — земский деятель, член Государственной думы 1-го и 3-го созывов от Новгородской губернии.

## Биография

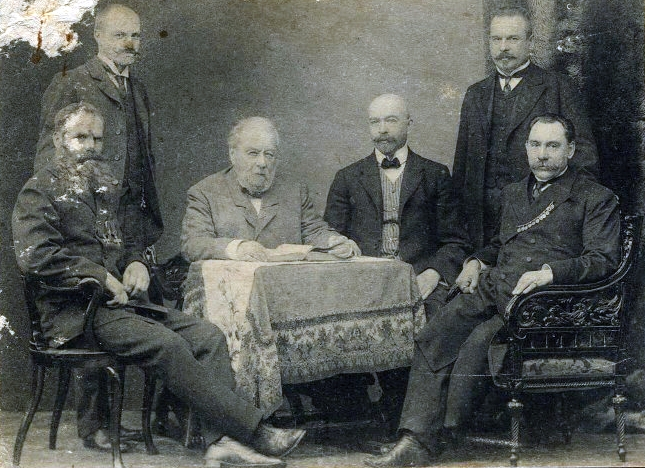
Депутаты Государственной думы Российской империи III созыва от Новгородской губернии.Стоят: Беннигсен Э. П., Половцов Л. В.; сидят: Евсеев П. Е., Румянцев Н. Ф., Тимирёв К. Н., Шульгин М. Я.

Потомственный дворянин. Землевладелец Череповецкого уезда (800 десятин).
Образование получил среднее. Свою общественную деятельность начал в 1860-х годах в качестве участкового мирового судьи. В 1870-х и 1880-х годах состоял почетным мировым судьей и председателем съезда мировых судей. Два трехлетия был председателем Череповецкой уездной земской управы (в 1872—1875 и в 1880—1883 годах). Избирался уездным и губернским гласным до 1887 года, когда по распоряжению министра внутренних дел графа Д. А. Толстого был выслан в Архангельскую губернию. В 1894—1906 годах состоял гласным Вологодского уездного и губернского земских собраний, а с 1900 года — вновь состоял гласным Череповецкого уездного и Новгородского губернского земств. Беспартийный.
В 1906 году был избран членом I Государственной думы от Новгородской губернии. Входил в прогрессивную группу, затем в группу умеренных. Состоял членом комиссий: по исследованию незакономерных действий должностных лиц и о гражданском равенстве. Участвовал в прениях по ответному адресу, о реорганизации местного управления и самоуправления, о неприкосновенности личности, о собраниях, о гражданском равенстве, о Крестьянском союзе, о Белостокском погроме.
В 1907 году был избран членом III Государственной думы от Новгородской губернии. Входил во фракцию прогрессистов. Состоял членом комиссий: по судебным реформам, по направлению законодательных предположений, а также об охране древностей.
Скончался в 1912 году.